# جامعة ماساتشوستس في أمهرست
جامعة ماساتْشُوسَتْس في أَمْهُرْسْت (بالإنجليزية: University of Massachusetts Amherst)‏ ـ وتسمى اختصاراً يُومَاسْ أَمْهُرْسْت (بالإنجليزية: UMass Amherst)‏ وأحياناً تسمى يوماس فقط ـ هي جامعة أمريكية بحثية ذائعة الصيت تأسست في العام 1863 في مدينة أمهيرست بولاية ماساتشوستس الأمريكية، وهي الرائدة بين جامعات منظومة ماساتشوستس. يبلغ عدد أعضاء هيئة التدريس بالجامعة 1174 عضواً، ويزيد عدد طلابها عن 27 ألف طالب، وهي أكبر جامعة في اقليم نيو إنجلند.
تمنح كليات الجامعة الثمانية درجة البكالوريوس في 88 تخصص دراسي ، وكذلك درجتي الماجستير ، والدكتوراه في 72 تخصص.
يقع الحرم الجامعي الرئيسي في وسط مدينة أمهيرست وهي مدينة صغيرة تصنف مرارا من أفضل المدن الجامعية في الولايات المتحدة،.
تم تصنيف جامعة ماساتشوستس أمهرست كجامعة بحثية بمعدل نشاط بحثي عالي جدا من قبل مؤسسة كارنيغي للنهوض بالتدريس، وقد أنفقت الجامعة على البحث العلمي مايزيد على 586.7 مليون دولار في العام 2011 فقط.
التصنيف الشهير لمجلة تايمز للتعليم التعليم العالي وضع الجامعة في المرتبة 64 على مستوى العالم في عام 2012. كما أنها صنفت في المرتبة 19 من حيث تصنيف الجامعات المبني على السمعة العالمية لكل جامعة والمبني على رأي أكثر من 15 ألف أكاديمي استفتتهم التايمز في العام 2011. وتأتي الجامعة في المرتبة 26 بين جامعات الهندسة والتكنولوجيا في العالم، والمرتبة 48 بين جامعات العلوم الفيزيائية، والمرتبة 33 بين جامعات الفنون والعلوم الإنسانية، و المرتبة 31 في العالم بين الجامعات المتخصصة في المجالات الصحية، والمرتبة 32 في العالم بين الجامعات التي تدرس علوم الاحياء.